# 王表
王 表（おう ひょう、生没年不詳）は、中国三国時代の呉の人物。

## 生涯
揚州臨海郡羅陽県には神がいて、みずからを王表と名のっていた。この神は民間をうつり歩き、言葉を発し飲食をすることは、人間と変わりがなかったが、その姿を現すことがなかった。紡績と呼ばれる女がいて、この神に仕えていた。
太元元年（251年）5月、孫権は中書郎の李崇を派遣し、輔国将軍・羅陽王の印綬を与えて王表を迎えさせた。王表は、李崇に付き従って都へと上ったが、李崇や途上の太守・県令たちと議論をなし、李崇たちには王表をいいまかすことができなかった。王表は、途中の山川に対して、その一つごとに側仕えの女を遣ってその神々に挨拶をさせた。
同年7月、李崇が王表とともに都に到達すると、孫権は蒼竜門の外に王表のための屋敷を建ててやり、しばしば側仕えの臣下をつかわし、酒食を持って王表のもとを訪れさせた。王表は、水害や旱などの小さな事がらについて予言をなし、それはよく的中した。
神鳳元年（252年）2月、潘皇后が亡くなった後、部将や官吏たちが王表のもとをおとずれて、福を請うたが、王表は逃亡した。以後の消息は不明である。